# Damernas lagtävling i florett vid olympiska sommarspelen 1972
Damernas lagtävling i florett i de olympiska fäktningstävlingarna 1972 i München avgjordes den 7-8  september.

## Medaljörer
| Event        | Guld | Silver                                                                                      | Brons                                                                                              |
| Florett, lag | Sovjetunionen Jelena Novikova-Belova Galina Gorochova Tatjana Samusenko Aleksandra Zabelina Svetlana Tjirkova | Ungern Ildikó Bóbis Ildikó Újlaky-Rejtő Ildikó Schwarczenberger Mária Szolnoki Ildikó Rónay | Rumänien Ileana Gyulai-Drimba-Jenei Ana Dersidan-Ene-Pascu Ecaterina Iencic-Stahl Olga Orban-Szabo |

## Laguppställningar
| Österrike - Ingrid Gosch - Hannelore Hradez - Adrienne Krebitz - Elke Radlingsmaier - Waltraut Peck-Repa Kuba - Irene Forbes - María Esther García - Marlene Infante - Margarita Rodríguez - Nereida Rodríguez Frankrike - Marie-Chantal Depetris-Demaille - Cathérine Rousselet-Ceretti - Claudie Herbster-Josland - Brigitte Gapais-Dumont Storbritannien - Sue Green - Clare Henley-Halsted - Sally Anne Littlejohns - Janet Bewley-Cathie-Wardell-Yerburgh - Susan Wrigglesworth | Ungern - Ildikó Ságiné Ujlakyné Rejtő - Ildikó Farkasinszky-Bóbis - Ildikó Schwarczenberger-Tordasi - Mária Szolnoki - Ildikó Rónay-Matuscsák Italien - Antonella Ragno-Lonzi - Giulia Lorenzoni - Der Reka Cipriani - Maria Consolata Collino - Giuseppina Bersani Polen - Halina Balon - Krystyna Machnicka-Urbańska - Jolanta Bebel-Rzymowska - Kamilla Składanowska - Elżbieta Franke-Cymerman | Rumänien - Ecaterina Stahl-Iencic - Ileana Gyulai-Drîmbă-Jenei - Olga Orban-Szabo - Ana Derşidan-Ene-Pascu Sovjetunionen - Jelena Novikova-Belova - Galina Gorochova - Aleksandra Zabelina - Svetlana Tjirkova - Tatjana Petrenko USA - Ruth White - Natalia Clovis - Tatyana Adamovich - Harriet King - Ann O'Donnell Västtyskland - Gundi Theuerkauff - Irmela Broniecki - Karin Rutz-Gießelmann - Monika Pulch - Erika Bethmann |